# 中居正広の芸能人!お友達呼んで来ましたグランプリ
『中居正広の芸能人!お友達呼んで来ましたグランプリ』（なかいまさひろのげいのうじん!おともだちよんできましたグランプリ）は、フジテレビ系列で不定期放送されていたトークバラエティ番組である。中居正広の冠番組。

## 出演者
MC
- 中居正広

## 放送リスト
| 回 | 放送年月日     | 曜日   | 放送時間（JST） | 放送枠         | ゲスト | 備考 |
| -- | -------------- | ------ | --------------- | -------------- | ------ | ---- |
| 1  | 2023年10月28日 | 土曜日 | 22:05 - 0:15    | 土曜プレミアム |        |      |
| 2  | 2024年5月11日  | 土曜日 | 21:00 - 23:10   | 土曜プレミアム |        |      |

## スタッフ
- 企画：木月洋介（フジテレビ）
- 構成：桜井慎一、酒井健作、永井孝裕、中尾拓彦（桜井・永井・中尾→第2回）
- ナレーション：近藤サト
- TP：斉藤伸介（フジテレビ）
- TM：高瀬義美
- SW：上田軌行
- CAM：藤田銀矢
- AUD：浮所哲也
- VE：武田和浩（第2回）
- 照明：渡辺啓史
- 美術プロデューサー：副島翔太郎（フジテレビ）
- 美術デザイン：永井達也（フジテレビ）
- アートコーディネーター：徳永法子
- メイク：山田かつら
- 大道具制作：裏隠居徹
- 大道具：杉本孝宏
- アクリル装飾：鈴木竜、高橋瞳
- 電飾：桑島亮太、栗田宏太
- 装飾：乾川太志
- 生花装飾：荒川直史
- 音響効果：松長芳樹
- TK：海老澤廉子
- 編集：水元綾子、多田涼
- MA：山岸慎一郎、小林由愛子
- 技術協力：ニユーテレス、マルチバックス、東京オフラインセンター、fmt、factory、JAPAN MEDIA CREATE
- 広報：飯泉英一郎（フジテレビ）
- デスク：古賀美由紀
- 制作進行︰秋山務（第2回）
- AP：川野由衣（第2回）
- FD︰川部里奈
- ディレクター：伊澤洋介（てっぱん）、遠山広（てっぱん）、徳江雄一（極東電視台）、平井正寿（てっぱん）、飯塚翔（いまじん）、岡本舞（MTG）、趙成享（伊澤・遠山・平井・趙→第2回）
- プロデューサー：田岸宏一（クロスエイト）、松島美由紀（BOOM UP）、岡野明子（クラフト）（松島・岡野→第2回）
- 演出：川俣和也（てっぱん、第2回）
- チーフプロデューサー：田村優介（フジテレビ）
- 制作協力：てっぱん（第2回）
- 制作：フジテレビ編成制作局バラエティ制作センター
- 制作著作：フジテレビ

### 過去のスタッフ
- VE：土井理沙（第1回）
- 美術デザイン：冨田楓（フジテレビ、第1回）
- 大道具制作：矢部佳夏（第1回）
- ディレクター：吉田慶介（第1回）